# Zweifelsheim
Zweifelsheim ist ein Gemeindeteil der Stadt Herzogenaurach im mittelfränkischen Landkreis Erlangen-Höchstadt in Bayern.

## Geografie
Durch das Dorf fließt der Krebsbach (im Unterlauf Schleifmühlbach genannt), der in Herzogenaurach als rechter Zufluss in die Mittlere Aurach mündet. Der Ort ist unmittelbar von Acker- und Grünland mit vereinzeltem Baumbestand umgeben. Im Südosten wird die Flur Erläcker genannt, im Süden Langlänge, im Westen Lerchenäcker und im Nordosten Tonäcker. 1 km nordwestlich liegen die Waldgebiete Vogelherd und Münchauracher Ton.
Die Gemarkung Zweifelsheim hat eine Fläche von 5,576 km². Sie ist in 411 Flurstücke aufgeteilt, die eine durchschnittliche Flurstücksfläche von 13567,22 m² haben. In ihr liegt neben dem namensgebenden Ort der Gemeindeteil Höfen.
Eine Gemeindeverbindungsstraße verläuft nach Höfen zur Kreisstraße ERH 13 (0,9 km nordöstlich) bzw. nach Pirkach zur Kreisstraße NEA 8/FÜ 7 (2,8 km südwestlich). Weitere Gemeindeverbindungsstraßen führen nach Mausdorf zur NEA 20 (2,1 km westlich) und nach Puschendorf zur NEA 8/FÜ 7 (2,5 km südlich).

## Geschichte
Der Siedlungstyp des Straßendorfes und die Blockflur lassen auf eine Gründung im Hochmittelalter schließen. 1348 wurde der Ort im Bamberger Urbar als „Zweivelsheim“ erstmals urkundlich erwähnt. Bestimmungswort des Ortsnamens ist der Personenname Zwival. Eine Person dieses Namens ist als Gründer der Siedlung anzunehmen. Zu dieser Zeit war ein Teil des Zehnten an Konrad Groß, dem Stifter des Nürnberger Heilig-Geist-Spitals, verpfändet. Bis ins 17. Jahrhundert gehörten dem Spital Zehntanteile.
Gegen Ende des 18. Jahrhunderts gab es in Zweifelsheim 11 Anwesen. Das Hochgericht übte das brandenburg-bayreuthische Fraischvogteiamt Emskirchen-Hagenbüchach aus. Grundherren waren das brandenburg-bayreuthische Klosteramt Frauenaurach (2 Viertelhöfe) und Nürnberger Patrizier: von Ebner (1 Halbhof), von Geuder (2 Halbhöfe), von Imhoff (1 Hof, 3 Gütlein, 1 Haus), von Tucher (1 Hof). Die Dorf- und Gemeindeherrschaft wurde von den Grundherren ganerblich im Turnus ausgeübt.
Von 1797 bis 1810 unterstand der Ort dem Justizamt Markt Erlbach und Kammeramt Emskirchen. 1810 kam Zweifelsheim an das Königreich Bayern. Im Rahmen des Gemeindeedikts wurde der Ort dem 1811 gebildeten Steuerdistrikt Hagenbüchach zugeordnet. 1813 wurde die Ruralgemeinde Puschendorf gebildet, zu der Zweifelsheim gehörte. Mit dem Zweiten Gemeindeedikt (1818) entstand die Ruralgemeinde Zweifelsheim, zu der Höfen gehörte. Sie war in Verwaltung und Gerichtsbarkeit dem Landgericht Markt Erlbach zugeordnet und in der Finanzverwaltung dem Rentamt Neustadt an der Aisch. Am 1. April 1836 wurde die Gemeinde dem Landgericht Herzogenaurach zugewiesen, am 1. Oktober 1847 schließlich auch dem Rentamt Herzogenaurach. Ab 1862 gehörte Zweifelsheim zum Bezirksamt Höchstadt an der Aisch (1939 in Landkreis Höchstadt an der Aisch umbenannt) und weiterhin zum Rentamt Herzogenaurach (1919 in Finanzamt Herzogenaurach umbenannt, seit 1929: Finanzamt Erlangen). Die Gerichtsbarkeit blieb beim Landgericht Herzogenaurach (1879 in das Amtsgericht Herzogenaurach umgewandelt), seit 1959 ist es das Amtsgericht Erlangen. Die Gemeinde hatte eine Gebietsfläche von 5,573 km².
Am 1. Juli 1972 wurde Zweifelsheim im Zuge der Gebietsreform in die Gemeinde Herzogenaurach eingegliedert.

### Einwohnerentwicklung
Gemeinde Zweifelsheim
| Jahr      | 1818   | 1840   | 1852   | 1855   | 1861   | 1867   | 1871   | 1875   | 1880   | 1885   | 1890   | 1895   | 1900   | 1905   | 1910   | 1919   | 1925   | 1933   | 1939   | 1946   | 1950   | 1952   | 1961   | 1970   |
| Einwohner | 167    | 167    | 172    | 161    | 175    | 205    | 201    | 193    | 199    | 193    | 176    | 184    | 199    | 209    | 206    | 201    | 180    | 185    | 171    | 322    | 281    | 243    | 203    | 216    |
| Häuser    | 29     |        |        |        |        |        | 33     |        |        | 33     | 33     |        | 34     |        |        |        | 29     |        |        |        | 32     |        | 36     |        |
| Quelle    | [ 14 ] | [ 15 ] | [ 15 ] | [ 15 ] | [ 16 ] | [ 17 ] | [ 18 ] | [ 19 ] | [ 20 ] | [ 21 ] | [ 22 ] | [ 15 ] | [ 23 ] | [ 15 ] | [ 24 ] | [ 15 ] | [ 25 ] | [ 15 ] | [ 15 ] | [ 15 ] | [ 26 ] | [ 15 ] | [ 10 ] | [ 27 ] |

Ort Zweifelsheim
| Jahr      | 001818 | 001861 | 001871 | 001885 | 001900 | 001925 | 001950 | 001961 | 001970 | 001987 | 002019 | 002023 |
| Einwohner | 87     | 97     | 124    | 114    | 122    | 104    | 151    | 113    | 111    | 102    | 147    | 131    |
| Häuser    | 17     |        |        | 20     | 20     | 18     | 19     | 20     |        | 23     |        |        |
| Quelle    | [ 14 ] | [ 16 ] | [ 18 ] | [ 21 ] | [ 23 ] | [ 25 ] | [ 26 ] | [ 10 ] | [ 27 ] | [ 28 ] | [ 1 ]  | [ 1 ]  |

## Religion
Der Ort war ab 1447 nach St. Veit (Veitsbronn) gepfarrt, das mit der Reformation evangelisch wurde. Seit 1807 sind die Einwohner evangelisch-lutherischer Konfession nach St. Wolfgang (Puschendorf) gepfarrt. Die Einwohner römisch-katholischer Konfession sind nach St. Magdalena (Herzogenaurach) gepfarrt.